# Blacus glaber
Blacus glaber är en stekelart som beskrevs av Van Achterberg 1976. Blacus glaber ingår i släktet Blacus, och familjen bracksteklar. Inga underarter finns listade.